# Equitazione ai Giochi della X Olimpiade - Dressage a squadre
La competizione del dressage a squadre di equitazione dai Giochi della X Olimpiade si è svolta il giorno 10 agosto al Riviera Country Club in Pacific Palisades periferia di Los Angeles.

## Classifica finale
| Pos. | Nazione     | Binomio            | Binomio       | Risultato Individuale | Risultato Totale |
| Pos. | Nazione     | Cavaliere          | Cavallo       | Risultato Individuale | Risultato Totale |
| ---- | ----------- | ------------------ | ------------- | --------------------- | ---------------- |
| 1    | Francia     | Xavier Lesage      | Taine         | 1031,25               | 2818,75          |
| 1    | Francia     | Charles Marion     | Linon         | 916,25                | 2818,75          |
| 1    | Francia     | André Jousseaume   | Sorelta       | 871,25                | 2818,75          |
| 2    | Svezia      | Thomas Byström     | Gulliver      | 880,50                | 2678,00          |
| 2    | Svezia      | Gustaf Boltenstern | Ingo          | 833,50                | 2678,00          |
| 2    | Svezia      | Bertil Sandström   | Kreta         | 964,00                | 2678,00          |
| 3    | Stati Uniti | Hiram Tuttle       | Olympic       | 901,50                | 2576,75          |
| 3    | Stati Uniti | Isaac Kitts        | American Lady | 846,25                | 2576,75          |
| 3    | Stati Uniti | Alvin Moore        | Water Pat     | 829,00                | 2576,75          |